# Villaz-Saint-Pierre

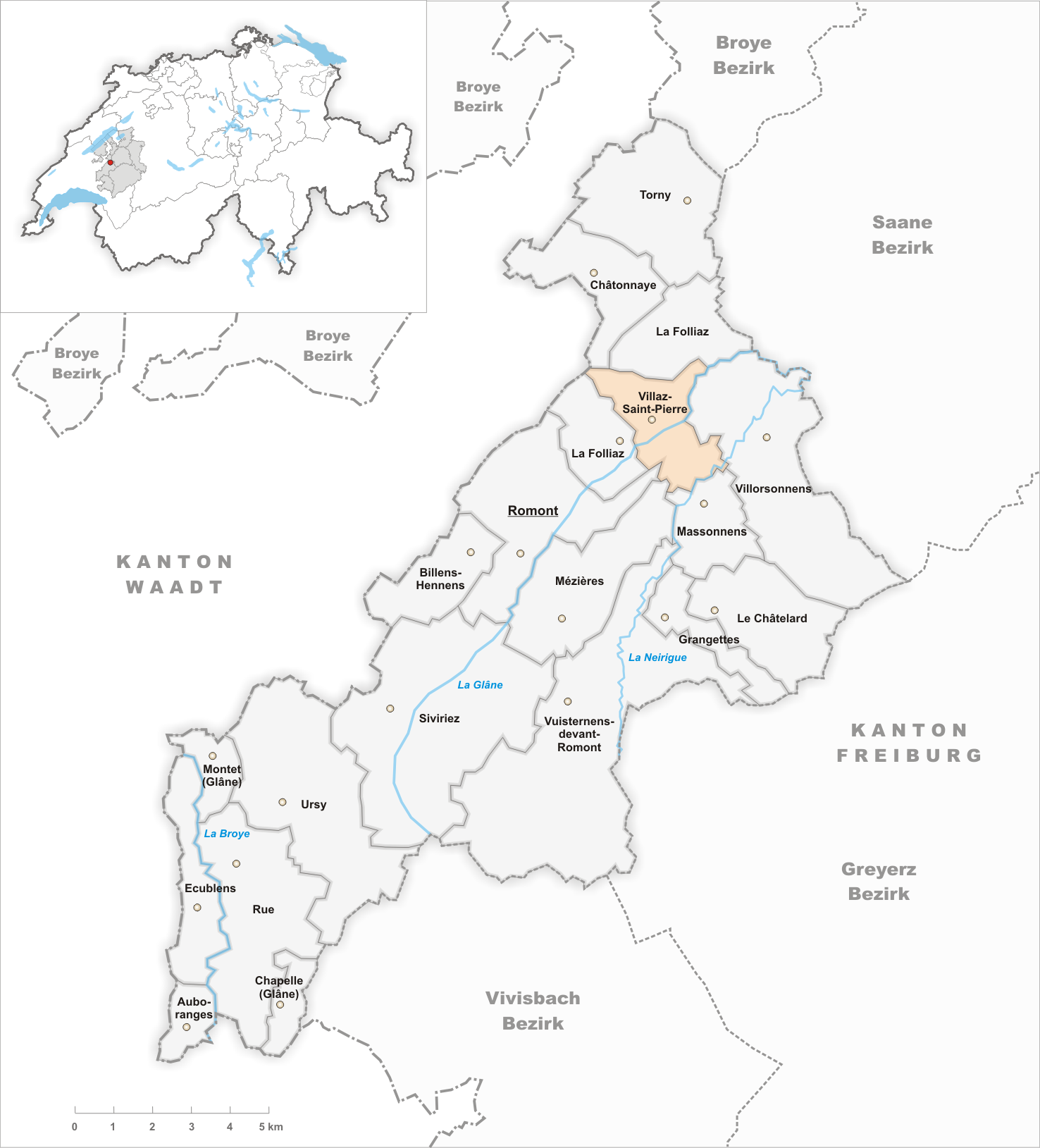
Gemeindestand vor der Fusion am 1. Januar 2020

Villaz-Saint-Pierre (Freiburger Patois Velâ-chin-Pyéroⓘ) war bis am 31. Dezember 2019 eine politische Gemeinde im Distrikt Glâne des Kantons Freiburg in der Schweiz. Der deutsche Name Villaz-Sankt Peter wird heute kaum mehr verwendet. Am 1. Januar 2020 fusionierte sie mit La Folliaz zur neuen Gemeinde Villaz.

## Geographie
Villaz-Saint-Pierre liegt auf 729 m ü. M., 4 km nordöstlich des Bezirkshauptortes Romont (Luftlinie). Das Dorf erstreckt sich auf einer Anhöhe am nordwestlichen Rand des Glânetals, an aussichtsreicher Lage rund 40 m über dem Talboden, auf dem Molasseplateau des Freiburger Mittellandes.
Die Fläche des 5,5 km² grossen ehemaligen Gemeindegebiets umfasst einen Abschnitt der Molassehöhen des Freiburger Mittellandes. Der zentrale Teil wird von der rund 800 m breiten flachen Talniederung der Glâne eingenommen. Daran schliesst sich im Nordwesten die Höhe von Villaz-Saint-Pierre an. Weiter im Nordwesten erstreckt sich der Gemeindeboden auf die Waldhöhe Au Bois (mit 815 m ü. M. der höchste Punkt von Villaz-Saint-Pierre) und in das Quellgebiet der Arbogne. Südöstlich der Glâne reicht das Gebiet über den Hügelzug mit dem Bois de Muey (750 m ü. M.) bis in die flache Talaue der Neirigue. Von der Gemeindefläche entfielen 1997 12 % auf Siedlungen, 24 % auf Wald und Gehölze, 63 % auf Landwirtschaft, und etwas weniger als 1 % war unproduktives Land.
Zu Villaz-Saint-Pierre gehören das Dorf Fuyens (715 m ü. M.) auf der Höhe zwischen der Glâne und der Neirigue sowie einige Hofsiedlungen und Einzelhöfe. Nachbargemeinden von Villaz-Saint-Pierre waren La Folliaz, Romont, Mézières, Massonnens, Villorsonnens und Châtonnaye im Kanton Freiburg sowie Villarzel im Kanton Waadt.

## Bevölkerung
Mit 1315 Einwohnern (Stand 31. Dezember 2019) gehörte Villaz-Saint-Pierre zu den kleineren Gemeinden des Kantons Freiburg. Von den Bewohnern sind 89,3 % französischsprachig, 2,8 % deutschsprachig, und 2,3 % sprechen Albanisch (Stand 2000). Die Bevölkerungszahl von Villaz-Saint-Pierre belief sich 1900 auf 448 Einwohner (inklusive die heute eingemeindeten Ortschaften). Im Verlauf des 20. Jahrhunderts stieg die Einwohnerzahl langsam aber kontinuierlich an. Erst seit ungefähr 1980 (654 Einwohner) wurde ein deutliches Bevölkerungswachstum verzeichnet.
Einwohnerzahlen: Volkszählungsdaten

## Wirtschaft
Villaz-Saint-Pierre war bis in die zweite Hälfte des 20. Jahrhunderts ein vorwiegend durch die Landwirtschaft geprägtes Dorf. Noch heute haben die Milchwirtschaft, die Viehzucht und der Ackerbau einen gewissen Stellenwert in der Erwerbsstruktur der Bevölkerung. Weitere Arbeitsplätze sind im lokalen Kleingewerbe und im Dienstleistungssektor vorhanden. Seit den 1980er-Jahren haben sich Betriebe der Informationstechnologie sowie Ingenieur- und Treuhandbüros in Villaz-Saint-Pierre niedergelassen. In den letzten Jahrzehnten hat sich das Dorf dank seiner attraktiven Lage auch zu einer Wohngemeinde entwickelt. Viele Erwerbstätige sind deshalb Wegpendler, die hauptsächlich in den Regionen Romont und Freiburg arbeiten.

## Verkehr
Villaz-Saint-Pierre ist verkehrsmässig recht gut erschlossen. Es liegt an der Hauptstrasse von Freiburg nach Romont. Am 4. September 1862 wurde die Eisenbahnlinie von Lausanne nach Freiburg im Üechtland mit einem Bahnhof in Villaz-Saint-Pierre in Betrieb genommen. Für die Feinverteilung im öffentlichen Verkehr sorgen eine Buslinie der Transports publics Fribourgeois von Romont nach Farvagny sowie von Montag bis Freitag ein Postautokurs vom Bahnhof Villaz-Saint-Pierre über Villarimboud nach Avry-Centre.

## Geschichte
Das Gemeindegebiet von Villaz-Saint-Pierre war schon sehr früh besiedelt, was durch Überreste einer römischen Villa bezeugt werden konnte. Die erste urkundliche Erwähnung des Ortes erfolgte 1177 unter dem Namen Villa; von 1228 ist Vila überliefert. Der Ortsname ist vom Patois-Ausdruck vella, villa in der Bedeutung von Häusergruppe abgeleitet.
Villaz-Saint-Pierre bildete seit dem Mittelalter eine eigene kleine Herrschaft, die von verschiedenen Herren, darunter denen von Billens, von Greyerz, von Savoyen und von Romont abhängig war. Als die Berner 1536 das Waadtland eroberten, kam das Dorf unter die Herrschaft von Freiburg und wurde der Vogtei Romont zugeordnet. Nach dem Franzoseneinfall im März 1798 und dem folgenden Zusammenbruch des Ancien Régime gehörte Villaz-Saint-Pierre während der Helvetik und der darauf folgenden Zeit zum Bezirk Romont und wurde 1848 in den Bezirk Glâne eingegliedert.
Am 1. Januar 1978 wurde das bis dahin politisch selbständige Fuyens nach Villaz-Saint-Pierre eingemeindet. Im Rahmen der Gemeindefusionen des Kantons Freiburg war ursprünglich eine Fusion der drei Dörfer Lussy, Villarimboud und Villaz-Saint-Pierre vorgesehen. Da sich die Bewohner von Villaz-Saint-Pierre jedoch gegen eine Fusion wehrten, wurden am 1. Januar 2005 nur die vorher selbständigen Gemeinden Lussy (FR) und Villarimboud zur neuen Gemeinde La Folliaz zusammengeschlossen.

## Sehenswürdigkeiten
Die Pfarrkirche Saint-Pierre-et-Paul geht im Kern auf ein Gotteshaus aus dem 12. Jahrhundert zurück. Ihre heutige Gestalt erhielt die Kirche beim Neubau 1843 im klassizistischen Stil; 1943–49 wurde sie restauriert.

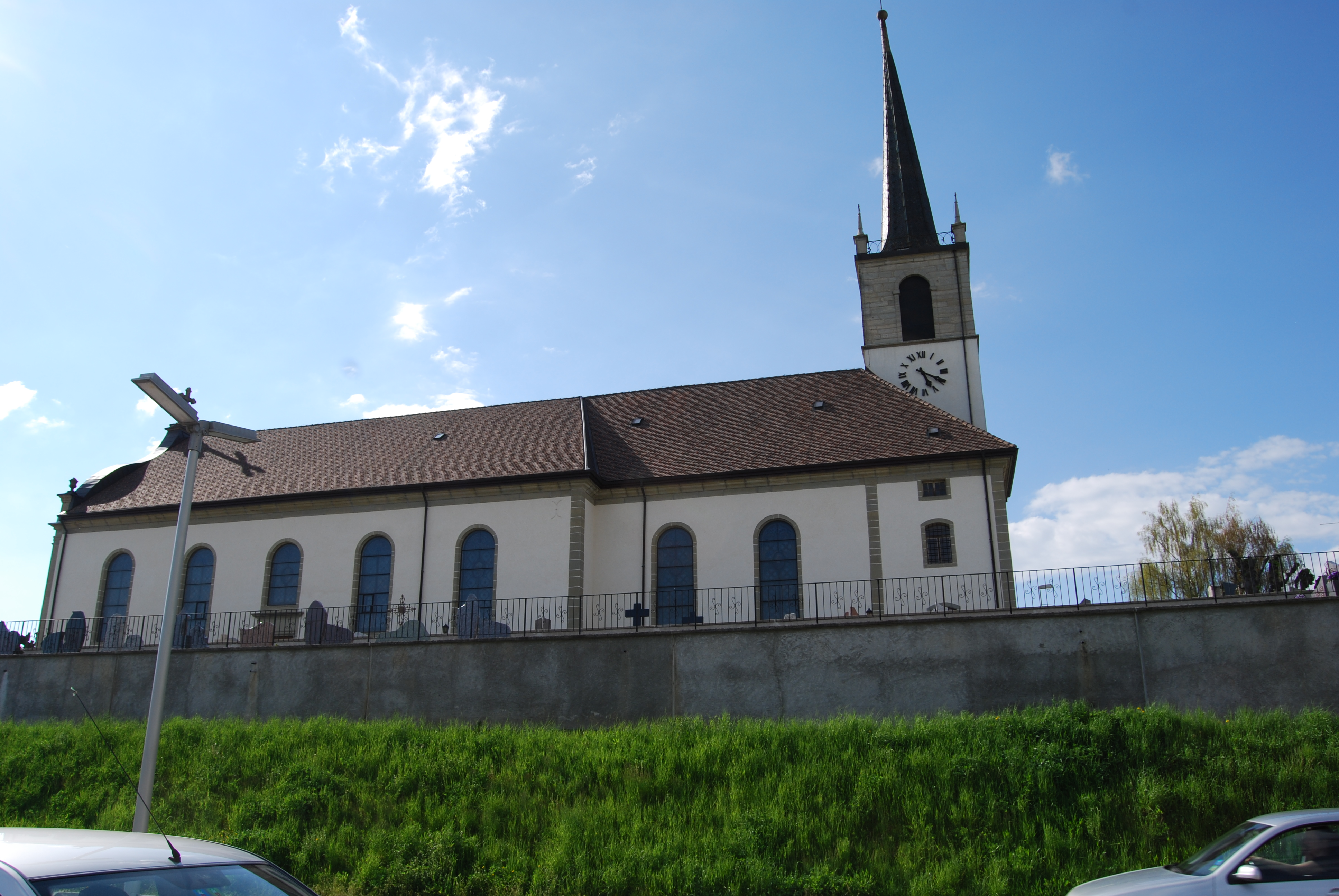
Kirche Sankt-Peter und Paul
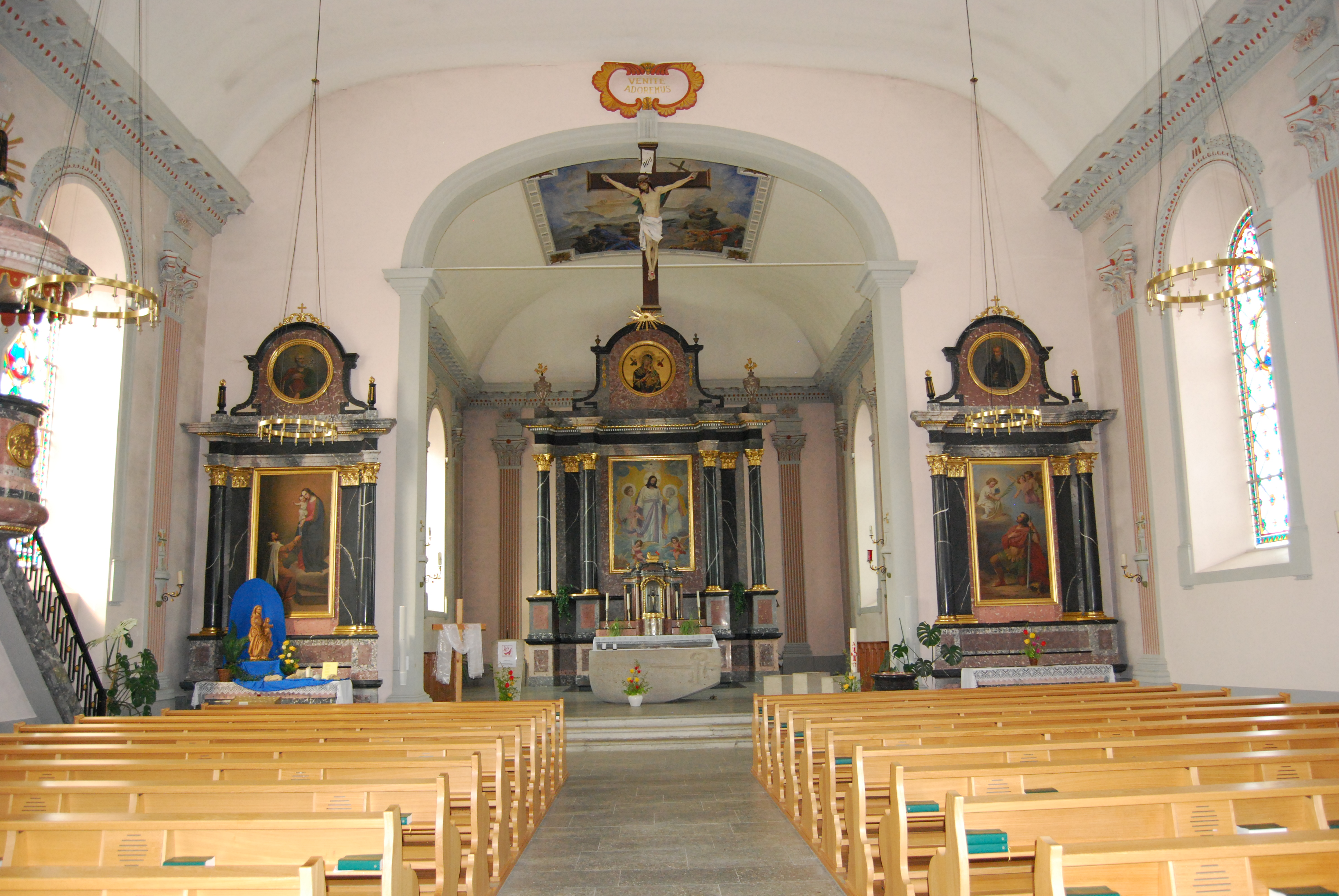
Innenansicht der Kirche
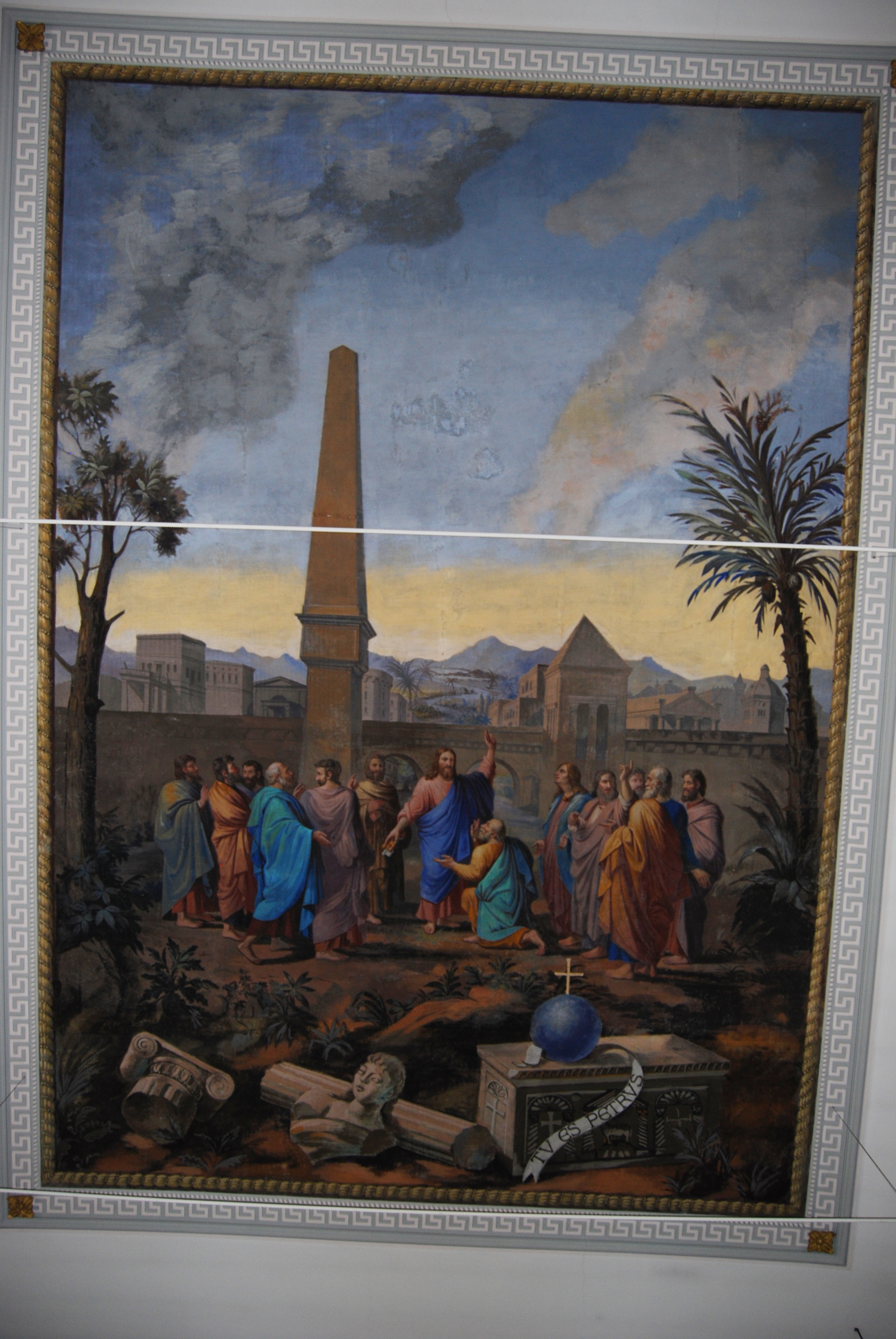
Deckenfresko in der Kirche
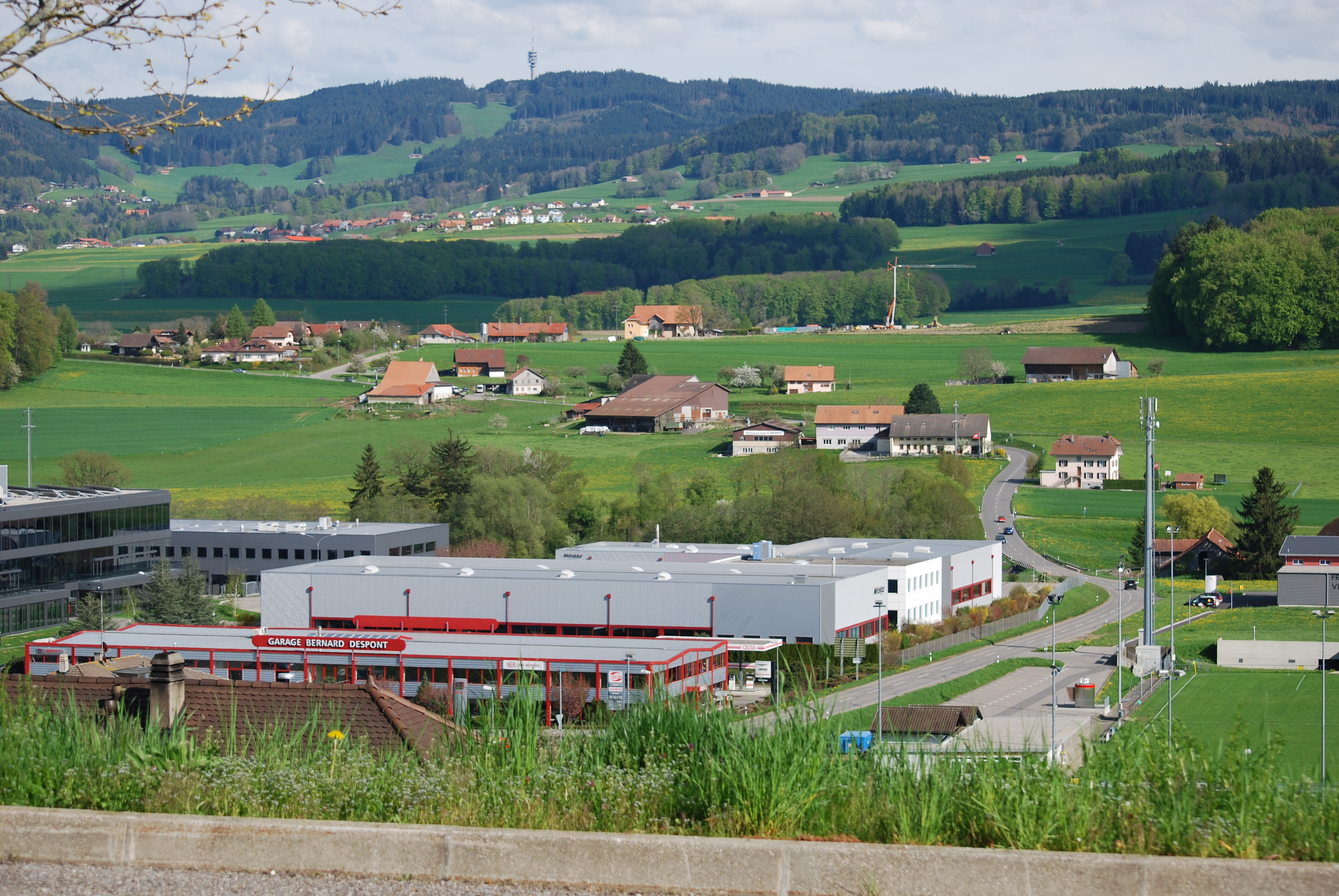
Fuyens und im Hintergrund der Gibloux
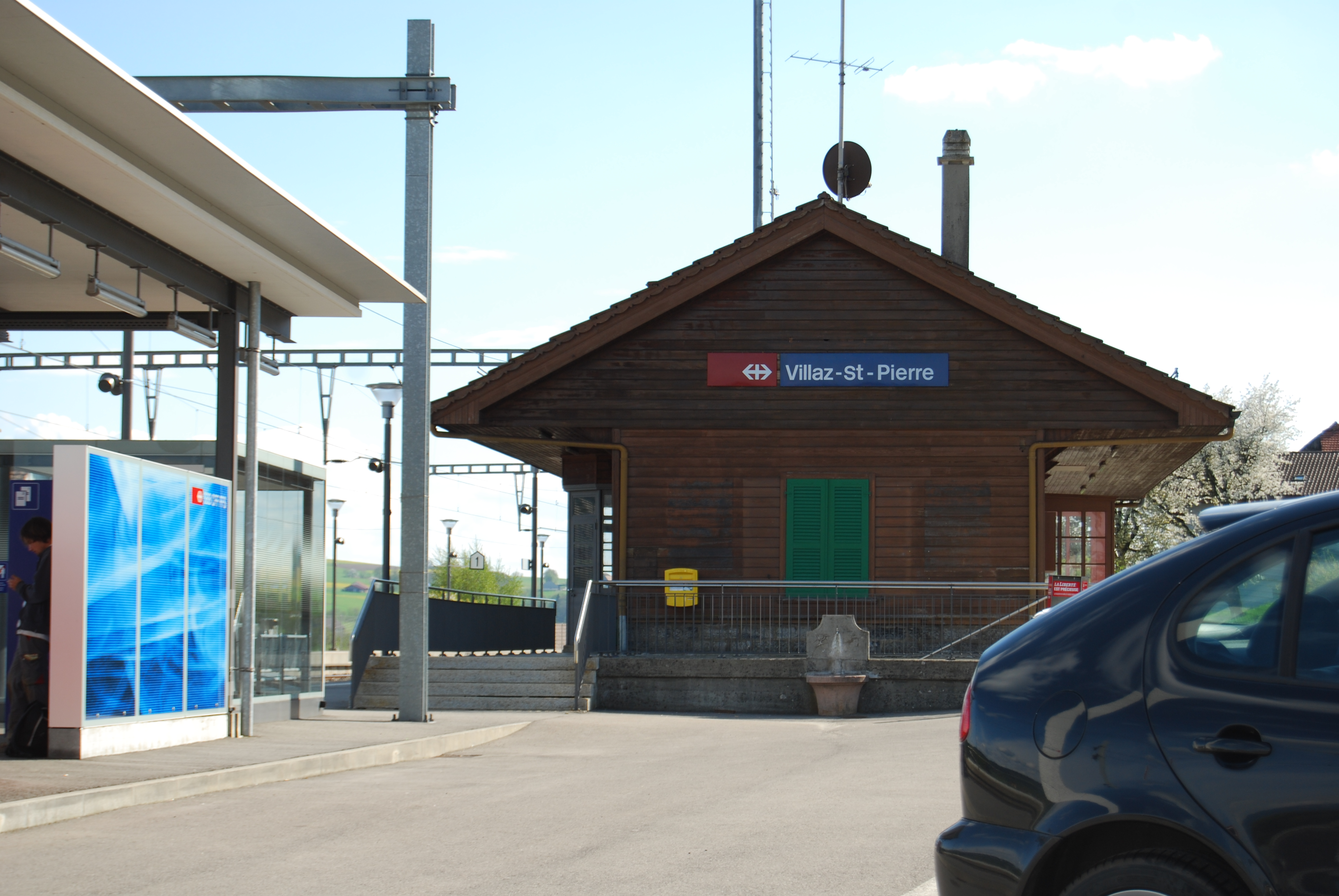
Bahnhof
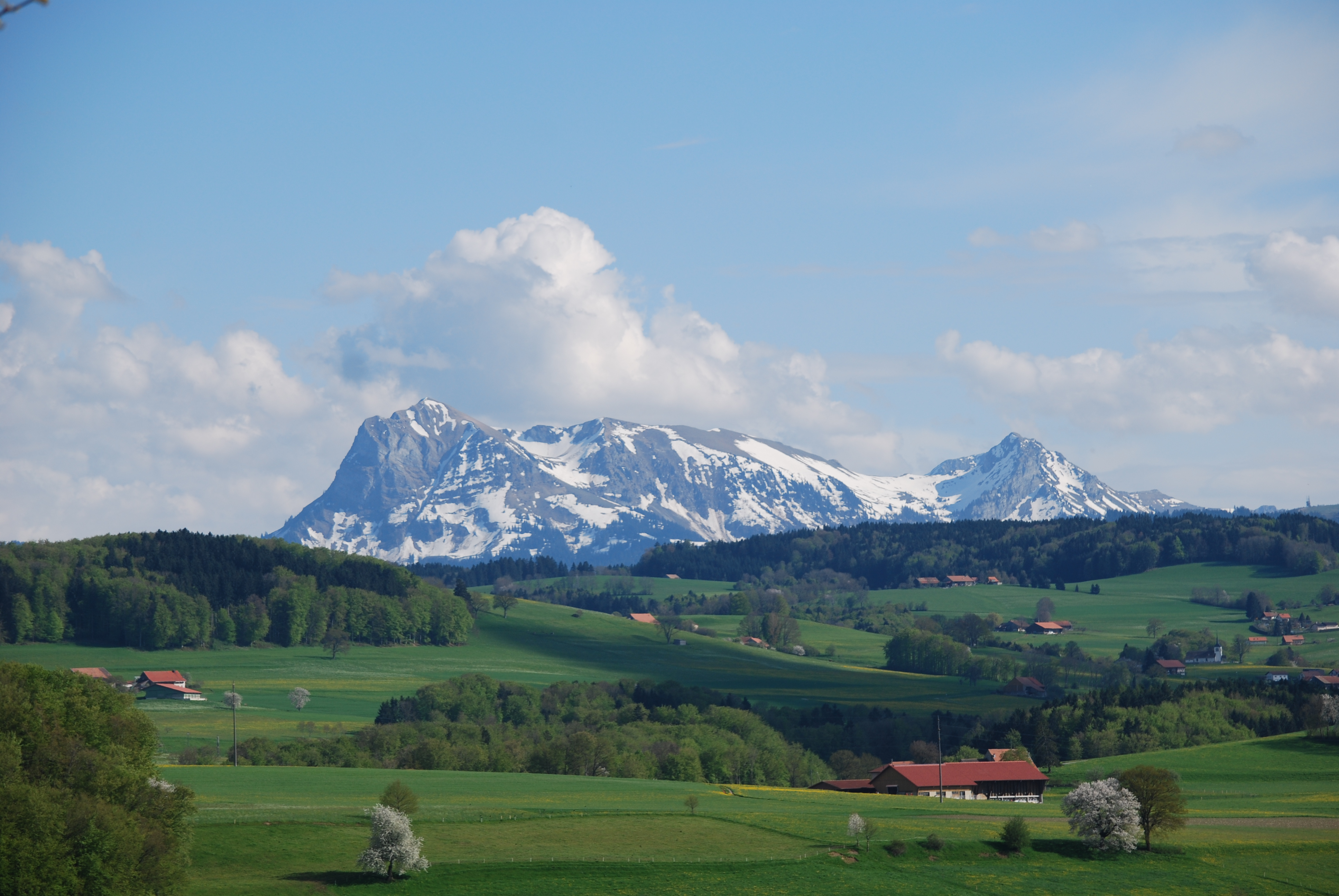
Der Moléson von Villaz-Saint-Pierre aus gesehen